# Friesland: Artenvielfalt
Artenvielfalt ist ein deutscher Fernsehfilm von Kerstin Ahlrichs aus dem Jahr 2023. Es handelt sich um die 17. Folge der Fernsehreihe Friesland. Die Episode wurde am 22. Februar 2023 im ZDF erstmals im deutschen Fernsehen ausgestrahlt.

## Handlung
Die Kneipenbesitzerin Carolin Wörner wird auf offener Straße erschossen, nachdem ihr zuvor ein Reifen zerschossen wurde. Wörner und Linda Behrend, die gemeinsam die Kneipe besitzen, haben schon lange mit Schmierereien an den Außenwänden ihrer Hafenkneipe zu kämpfen. Grund dafür ist Carolins Verlobter, Erik Thomsen, Leiter einer Naturschutzgruppe in Leer. Ziel dieser Gruppe, zu der auch die Apothekerin Insa Scherzinger gehört, ist ein Mähverbot für die Landwirtschaft.
Nachdem dies den ansässigen Bauern überhaupt nicht gefällt und zudem ihr Ex-Freund Oliver Borchers einer der Landwirte ist, fällt der erste Verdacht auf Borchers. Ähnliches gilt für Ulrike Willert, die Vorsitzende des Landwirtschaftsbündnisses.
Während die Polizistin Süher Özlügül und ihr Kollege Henk Cassens sich um den Fall kümmern, kämpft ihr Chef, Kriminalhauptkommissar Jan Brockhorst,  mit anderen Problemen: Ein anonymer Blogger hat Interna über die laufenden Ermittlungen veröffentlicht. Für dieses Problem wird eine neue IT-Kollegin, Kim Eveling, gefunden, die sich am Ende selbst als Verantwortliche für den Blog herausstellt.
Weiter hat Sühers Bruder Yunus eine Sarglieferung für den Bestatter Wolfgang Habedank organisiert, allerdings erfüllen die Särge nicht die Naturschutzauflagen und werden vom Zoll beschlagnahmt. Dort ist unter anderem der Cousin von Wörner, Dirk Sinning, zuständig.
Schließlich stellt sich heraus, dass die Umweltgruppe überhaupt nichts mit Wörners Tod zu tun hatte. Vielmehr war Wörner früher selbst beim Zoll und ist dabei ihrem Cousin auf die Spur gekommen, der sich bestechen lässt. Zuerst macht sie mit, aber als Wörner ihrem Verwandten ankündigt, sich selbst anzuzeigen, nutzt dieser ein vereinbartes Treffen für den Mord. Sinning versucht im Verlauf, den Verdacht auf Borchers zu lenken, scheitert aber letztendlich und wird verhaftet.
Eine Nutznießerin dieser Bestechungen war Ulrike Willert, die am Ende ebenfalls verhaftet wird.

## Rezeption

### Einschaltquote
Die Erstausstrahlung von Friesland: Artenvielfalt erreichte am 22. Februar 2023 7,35 Millionen Zuschauer, was einem Marktanteil von 27,0 Prozent entsprach. Von den 14- bis 49-jährigen Zuschauern schalteten 0,55 Millionen ein, was einem Marktanteil von 8,9 % entsprach.

### Kritik
Elisa Eberle schreibt über die Folge Friesland: Artenvielfaltauf prisma.de: „Es sind wieder einmal reichlich viele Nebenhandlungen, die sich in dem 90-minütigen Fernsehfilm vor dem Publikum auftun. Über die Tatsache, dass nahezu jeder der rund 35.000 Einwohner des ostfriesischen Städtchens Leer in den Fall verwickelt ist, sieht das versierte "Friesland"-Publikum schon lange hinweg. Diesmal leidet jedoch auch die Spannung unter den vielen Nebenschauplätzen. Vertrösten kann allenfalls die sanfte Komik, die stellenweise aufblitzt. Nicht zuletzt die zunehmende Paranoia von Jan Brockhorst sorgt für manchen Schmunzelmoment.“
Bei film-rezensionen.de wertete Oliver Armknecht: „Die 2014 gestartete ZDF-Krimireihe sticht durch die Vielzahl an Charakteren hervor, die seit Jahren mitgeschleppt werden und irgendwie in die Geschichte integriert werden müssen. Dadurch wirkt Friesland: Artenvielfalt wie die vorangegangenen 16 Teile zuweilen etwas überfrachtet. Aber es ist eben auch unterhaltsam. Klar sind die verschrobenen Figuren nicht übermäßig tiefsinnig oder abwechslungsreich, da ist dann doch jeder Film aus der Reihe irgendwie gleich. In der Hinsicht sind die Ambitionen überschaubar. Dafür ist der Fall an sich recht spaßig geworden und gefällt durch eine Geschichte, die ein paar Wendungen und Überraschungen bereithält. Gerade zum Ende hin überschlagen sich die Ereignisse. Wer also noch nicht genug hat von dem Konzept, das seit Jahren ohne Änderungen wiederverwendet wird, der ist bei Friesland: Artenvielfalt an keiner schlechten Adresse. Der neue Auftritt des etwas anderen Polizeiduos gehört zu den gelungeneren Beispielen des Erfolgsrezeptes der letzten Zeit.“

## Running Gag
Als Running Gag ist in einer Hafen- oder Wasserszene jeder Folge, meist in einer Dialogpause, dasselbe kurze Delfingeräusch off camera im Hintergrund hörbar. In Artenvielfalt erklingt es nach 38:32 Minuten.